# Deutscher Erzählerpreis (1962)
Der Deutsche Erzählerpreis des  Stern war ein Literaturpreis, der 1962 von der Wochenzeitschrift Stern ausgeschrieben wurde für „den großen unterhaltenden Roman, der nach dem Urteil von sieben prominenten Autoren, Gelehrten und Kritikern nicht als Unterhaltungsroman geringzuschätzen wäre“.
Ausgelobt waren als Preisgelder 50.000 DM für den ersten, 20.000 DM für den zweiten und 10.000 DM für den dritten Preisträger, außerdem siebzehn Förderpreise zu je 1000 DM. Der siebenköpfigen Jury gehörten Joachim Kaiser, Erich Kästner, Rudolf Walter Leonhardt, Ludwig Marcuse, Marcel Reich-Ranicki, Karl Ludwig Schneider und Benno von Wiese an. Der Jury assistierten 30 Lektoren bei der Sichtung der rund zweitausend eingesandten Manuskripte.
Die festliche Verleihung des Preises fand 1963 während der Buchmesse in Frankfurt im Hotel Hessischer Hof statt und wurde von Gerd Bucerius vorgenommen, der seit 1949 Anteilseigner des Stern war und zu den Stiftern der Preisgelder gehörte. Die Jury hatte entschieden, keinen ersten Preis zu verleihen, da keine der Einsendung qualitativ so deutlich überlegen gewesen sei, dass der Unterschied in der Höhe der Preisgelder gerechtfertigt erschienen wäre. Die Summe der Preisgelder wurde trotzdem nicht verringert, sondern auf 100.000 DM erhöht, und vergeben wurden drei zweite Preise, zwei dritte Preise und zwanzig Förderpreise.
Zu den Preis- und Förderpreisträgern gehörten Werner Beumelburg, Daniel Christoff, Franz Karl Franchy, Gisela Frankenberg, Josef Ilmberger, Juliane Kay, Sybil Gräfin Schönfeldt und Ursula Sigismund.